# Город-герой Одесса (юбилейная монета)
Город-геро́й Оде́сса — юбилейная монета номиналом 200 000 карбованцев, выпущенная Национальным банком Украины. Посвящена городу-герою Одессе.
Монета была введена в оборот 23 августа 1995 года. Принадлежит к серии «Города-герои Украины».

## Описание и характеристики монеты
| Номинал карб. | Металл                | Масса, грамм | Диаметр, мм. | Качество изготовления | Гурт     | Тираж, штук |
| ------------- | --------------------- | ------------ | ------------ | --------------------- | -------- | ----------- |
| 200 000       | медно-никелевый сплав | 14,35        | 33,0         | пруф-лайк             | рифлёный | 75 000      |

### Аверс
На аверсе монеты в центре круга, созданного узором из бус, находится изображение малого Государственного Герба Украины обрамлённого с двух сторон ветками калины. Над гербом расположена дата 1995 — год чеканки монеты, под гербом — в два ряда по кругу надпись «200000 КАРБОВАНЦІВ», которая означает номинальную стоимость монеты (число 200000 расположено в разрыве узора из бус). Между внешним кантом и узором из бус наверху по кругу — надпись «НАЦІОНАЛЬНИЙ БАНК УКРАЇНИ», отделённая с двух сторон от слова «КАРБОВАНЦІВ» разделительными отметками в форме ромбов.

### Реверс
На реверсе монеты в центре изображен памятник Неизвестному матросу, сооружённый в Центральном парке культуры и отдыха им. Т. Г. Шевченка в честь погибших воинов Отдельной Приморской армии, моряков Черноморского флота, Одесской дивизии народного ополчения, которые на протяжении 73 дней в августе-октябре 1941 года защищали Одессу от регулярных войск гитлеровской Германии и её союзников. Слева и справа от памятника на фоне морских волн изображены соответственно, фрагмент морского порта с портовыми кранами и кораблём возле причала и Одесский маяк. В верхней части монеты — силуэты трёх чаек в полёте: две — слева, одна — справа от обелиска. По кругу монеты — надписи: вверху «МІСТО-ГЕРОЙ ОДЕСА», внизу под постаментом обелиска «1941 — 1945».

## Авторы
- Художники: Александр Ивахненко (аверс), Сергей Шулима (реверс).
- Скульптори: Александр Хазов (аверс), Василь Никищенко (реверс).

## Стоимость монеты
Цена на монету установлена Национальным банком Украины в период её реализации через филиалы НБУ в 1995 году и составляла 200 000 карбованцев (2 гривны)
Фактическая приблизительная стоимость монеты, с годами изменялась так:
| Год        | 2010 | 2011 | 2012 | 2013 | 2014 |
| ---------- | ---- | ---- | ---- | ---- | ---- |
| Цена, грн. | 30   | 35   | 45   | 50   | 85   |